# Persicaria serrulata
Persicaria serrulata là một loài thực vật có hoa trong họ Rau răm. Loài này được (Lag.) Webb & Moq. miêu tả khoa học đầu tiên năm 1846.